# 中宪第
中宪第又名敦崇堂，是一座清代徽派建筑，为清同治年间户部主事江桂高的官宅，位于中国江西省上饶市婺源县江湾镇江湾村，建于同治四年（1865年），坐北朝南，店堂、落轿厅、会客厅、正屋厅，四间横向布局，各自设大门出入，内部相通。地面用鹅卵石铺成钱币图案。中宪第列为婺源县文物保护单位。